# خوسيه لويس فاريلا
خوسيه لويس فاريلا (بالإسبانية: José Luis Varela)‏ (مواليد 27 سبتمبر 1978) هو ملاكم فنزويلي، مثّل بلاده في الألعاب الأولمبية الصيفية 2000.

## روابط خارجية
خوسيه لويس فاريلا على موقع بوكس ريك (الإنجليزية) (registration required)
- خوسيه لويس فاريلا على موقع أوليمبيديا (الإنجليزية)